# Championnats de France d'athlétisme 1954
Navigation
Championnats 1953 Championnats 1955
Les Championnats de France d'athlétisme 1954 ont eu lieu les 7 et 8 août 1954 au Stade Yves-du-Manoir de Colombes. 

## Palmarès
| Discipline        | Hommes             | Hommes        | Femmes             | Femmes       |
| ----------------- | ------------------ | ------------- | ------------------ | ------------ |
| 60 m              | -                  | -             | Henriette Présigny | 7 s 8        |
| 100 m             | René Bonino        | 10 s 8        | Monique Jacquet    | 11 s 8       |
| 200 m             | Habib Thiam        | 22 s 2        | Josyane Pierrot    | 25 s 6       |
| 400 m             | Jacques Degats     | 47 s 9        | -                  | -            |
| 800 m             | Patrick El Mabrouk | 1 min 52 s 1  | Claude Laurent     | 2 min 16 s 6 |
| 1 500 m           | Antoine Vincendon  | 3 min 56 s 6  | -                  | -            |
| 5 000 m           | Alain Mimoun       | 14 min 31 s 6 | -                  | -            |
| 10 000 m          | Alain Mimoun       | 30 min 25 s 4 | -                  | -            |
| 80 m haies        | -                  | -             | Denise Guénard     | 11 s 3       |
| 110 m haies       | Jacques Dohen      | 15 s 0        | -                  | -            |
| 400 m haies       | Robert Bart        | 53 s 0        | -                  | -            |
| 3 000 m steeple   | Pierre Prat        | 9 min 29 s 8  | -                  | -            |
| 10 km marche      | Louis Chevalier    | 46 min 29 s 8 | -                  | -            |
| Saut en longueur  | Ernest Wanko       | 7,10 m        | Colette Drou       | 5,61 m       |
| Triple saut       | Pierre Thiolon     | 15,14 m       | -                  | -            |
| Saut en hauteur   | Papa Gallo Thiam   | 1,91 m        | Simone Peirone     | 1,58 m       |
| Saut à la perche  | Victor Sillon      | 4,15 m        | -                  | -            |
| Lancer du poids   | Raymond Thomas     | 15,35 m       | Geneviève Heymans  | 12,33 m      |
| Lancer du disque  | Jean Darot         | 46,48 m       | Monique Desgrolard | 37,92 m      |
| Lancer du marteau | Guy Husson         | 54,61 m       | -                  | -            |
| Lancer du javelot | Aleg Syrovatski    | 59,32 m       | Paulette Bobin     | 38,64 m      |